# Jan van Gilse

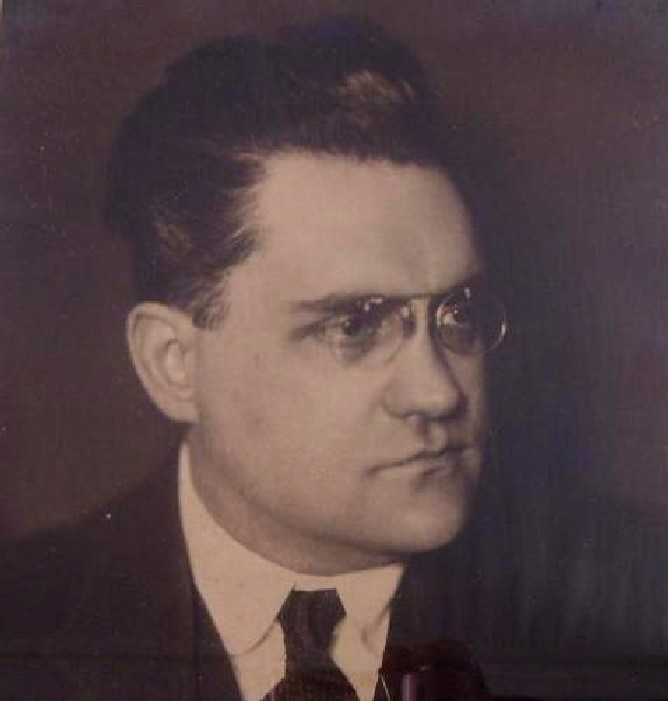
Jan van Gilse (ohne Jahr, Fotograf unbekannt)

Jan van Gilse, vollständiger Name: Jan Pieter Hendrik van Gilse, (* 11. Mai 1881 in Rotterdam; † 8. September 1944 in Oegstgeest/Provinz Zuid-Holland) war ein niederländischer Komponist und Dirigent.

## Leben
Van Gilses Vater war Journalist; seine musikalische Begabung wurde jedoch früh erkannt und gefördert. Nach der Schulzeit studierte er ab 1897 am Konservatorium Köln bei Franz Wüllner Komposition und Dirigieren. 1902 erhielt er für seine 1. Sinfonie einen Preis des Bonner Vereins „Beethovenhaus“. Nach dem Tod Wüllners wechselte van Gilse nach Berlin und schloss seine Ausbildung bei Engelbert Humperdinck an der Akademie der Künste ab. 1905 bis 1908 wirkte er als Korrepetitor und Dirigent an der Städtischen Oper Bremen. 1909 heiratete er Alida Henriette Hoijer. Dank des Rom-Preises der Michael-Beer-Stiftung (vergleichbar mit dem französischen Prix de Rome), den er im gleichen Jahr für seine 3. Sinfonie erhielt, verbrachte er einige Zeit in Rom und übersiedelte dann nach München.
1917 übernahm van Gilse die Leitung des Utrechter Stedelijk Orkest (USO). Nach ständigen Auseinandersetzungen mit dem jungen Musikkritiker und Komponisten Willem Pijper legte er das Amt 1922 nieder (eine Autobiographie, in der van Gilse seine Utrechter Zeit beschreibt, wurde postum 2003 gedruckt). Es folgten Aufenthalte in Zürich und – von 1927 bis 1933 – Berlin. In dieser Zeit wirkte er auch als Gastdirigent u. a. in Köln und München. Nach der nationalsozialistischen Machtergreifung verließ van Gilse Deutschland und übernahm die Leitung des Konservatoriums und der Musikschule Utrecht, gab das Amt aber 1937 auf, um sich stärker der Komposition widmen zu können. Im Zweiten Weltkrieg spielte van Gilse eine wichtige Rolle im niederländischen Widerstand gegen das deutsche Besatzungsregime und musste in den Untergrund gehen. Seine beiden Söhne, ebenfalls im Widerstand, wurden von Besatzern erschossen. In Oegstgeest, wo er mit Unterstützung des Komponisten Rudolf Escher zuletzt untergetaucht war, erkrankte van Gilse schwer und verstarb im September 1944. Um seine Helfer nicht in Gefahr zu bringen, musste er dort unter einem anderen Namen beerdigt werden.
Van Gilse war maßgeblich an der Gründung zweier für niederländische Komponisten wichtigen Institutionen beteiligt und auch zeitweilig deren Vorsitzender: 1911 der „Genootschap van Nederlandse Componisten“ (GeNeCo) und 1913 des „Bureau voor Muziek-Auteursrecht“ (BUMA).

## Werk
Van Gilses frühere Werke – er hatte bereits vor seinem 25. Geburtstag unter anderem drei Sinfonien und die Lebensmesse, ein Oratorium nach Richard Dehmel, vorgelegt – stehen unter dem Einfluss der deutschen Spätromantik, etwa dem seines Lehrers Humperdinck, Max Reger und Richard Strauss. Der Einfluss Gustav Mahlers wird hingegen oft überschätzt. In den 1920er-Jahren fand auch der Impressionismus in seinen Werken Niederschlag. Zu seinen wichtigsten Werken zählt die 1938–40 entstandene Oper Thijl (über den Till-Eulenspiegel-Stoff).

### Werkverzeichnis (Auswahl)

#### Sinfonien
- 1. Sinfonie F-Dur (1900–1901)
- 2. Sinfonie Es-Dur (1902–1903, revidiert 1928)
- 3. Sinfonie D-Dur „Erhebung“ mit Sopransolo (1906–1907)
- 4. Sinfonie A-Dur (1915)
- 5. Sinfonie D-Dur (1922, Fragment)

#### Weitere Orchesterwerke
- Ouverture in c (1900)
- Variaties op een St.-Nicolaasliedje (1908)
- Drei Tanzskizzen für Klavier und kleines Orchester (1926)
- Ouverture „Prologus brevis“ F-Dur, Auftragswerk von Willem Mengelberg (1928)

#### Singstimme(n) und Orchester
- Sulamith, Kantate für 3 Solostimmen, Chor und Orchester nach Gedichten von Emil von Schoenaich-Carolath (1901–1902)
- Eine Lebensmesse, Oratorium nach Richard Dehmel (1903–1904)
- Drei Gesänge aus Rabindranath Tagores „Gitanjali“ für Sopran und Orchester (1915)
- Drei Gesänge aus Rabindranath Tagores „Der Gärtner“ für Sopran und Orchester (1923)
- Der Kreis des Lebens, Kantate für Sopran, Tenor, Chor und Orchester (1929)

#### Opern
- Frau Helga von Stavern, Oper auf einen eigenen, niederländischen Text (1913)
- Thijl, dramatische Legende, Libretto von Hendrik Lindt nach Charles de Coster (1938–1940)